# Alexis Gaudin

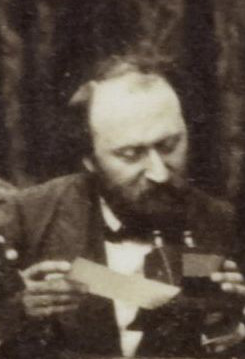
Alexis Gaudin in un particolare tratto da una foto stereoscopica del 1860

Alexis Gaudin, nato Alexis Pierre Ignace Gaudin (Saintes, 28 novembre 1816 – Saint-Ouen-sur-Seine, 8 aprile 1894), è stato un fotografo francese.

## Biografia
Non sono molte le notizie a suffragio della sua vita. Fratello minore del chimico Marc-Antoine (1804-1880) e maggiore di Charles (1825-1905). Marc-Antoine nel 1839 aveva autocostruito un dagherrotipo, che successivamente avrebbe venduto come “Daguerréotype Gaudin”, con il fratello Alexis si dedicò alla fotografia già a partire dal 1842, mentre nel 1844 i tre fratelli fondarono un laboratorio col nome "Maison Gaudin Frères" e che "nei due decenni successivi era diventata la principale casa editrice di vedute stereoscopiche del paese". Un vasto archivio di vedute d'Europa e del vicino Oriente, realizzato anche da un nutrito gruppo di fotografi tra i quali Claude Grillet, Charles-Marie Ferrier, Alexandre Bertrand, Henri-Charles Plaut, Jules Couppier ed altri rimasti ignoti.
Nel 1851 Marc-Antonie acquistò da Benito R. de Monfort (1800-1871), dopo che erano usciti già 38 numeri, il giornale La Lumière imprimendo però fin da subito una svolta ed indicando già nel sottotitolo "Rassegna di fotografia, belle arti, eliografia e scienza" quale fossero le intenzioni. La direzione venne assunta da Alexis Gaudin e il caporedattore, dopo la breve parentesi del fisico italiano Gilberto Govi (1826-1889), verrà assegnata al giornalista, critico d'arte e fotografo Ernest Lacan.
Gaudin si dedicò principalmente alla stereoscopia. Nel 1855 sappiamo che vide la scena scozzese della ribellione giacobita, The Order of Release del 1746 di John Everett Millais (1829–1896), noto preraffaellita, all'Esposizione Universale di Parigi. Con alcune variazioni Gaudin riprodusse in versione stereografica, colorata a mano, con stampe all'albume l'immagine di Mallais. Forse Gaudin sentì sua, in qualche modo, una sfida al realismo fotografico che il pittore preraffaelita secondo lui con quell'immagine aveva lanciato e che lui raccolse? In ogni caso, la copia di Gaudin non era una copia di quella di Mallais. Con la sua attrezzatura ha girato in molti paesi europei tra cui Paesi Bassi, Italia, Grecia, Svizzera, oltre all'Egitto e alla Turchia.
Nel 1861 Lacan abbandonò il giornale per fondarne un altro, forse per divergenze. Gaudin abbandonò completamente la fotografia nel 1864, lasciando ogni attività commerciale nelle mani del fratello minore.

## Pubblicazioni
- Catalogue général des épreuves stéréoscopiques sur plaque, verre et papier de Alexis Gaudin et Frère, 1856
- Voyage en Suisse, 1859
- Voyage en Egypt et Nubie, Grèce et Turquie, épreuves stéréoscopiques sur papier, 1859

## Gallery

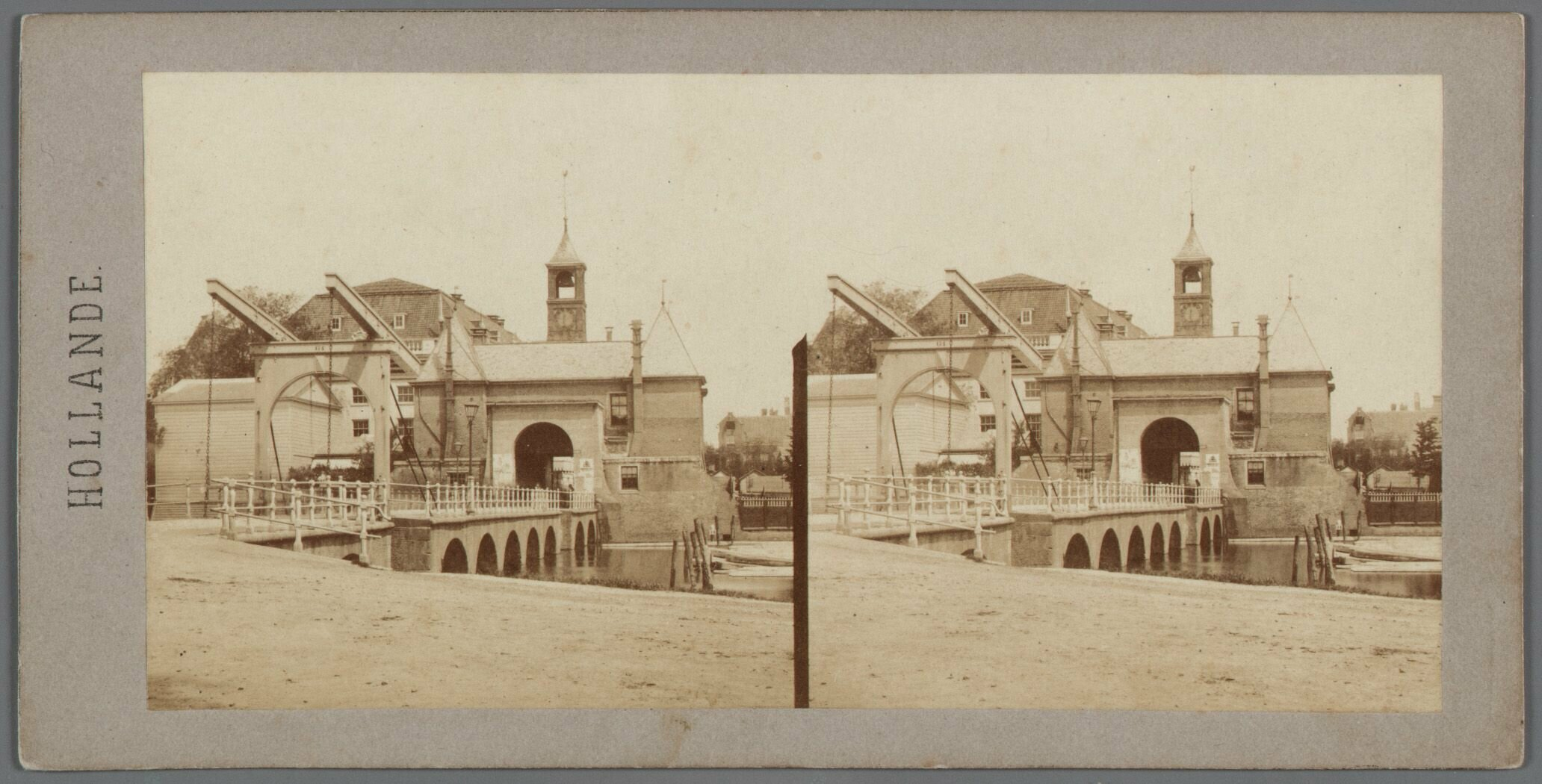
il Leidsepoort di Amsterdam, 1858
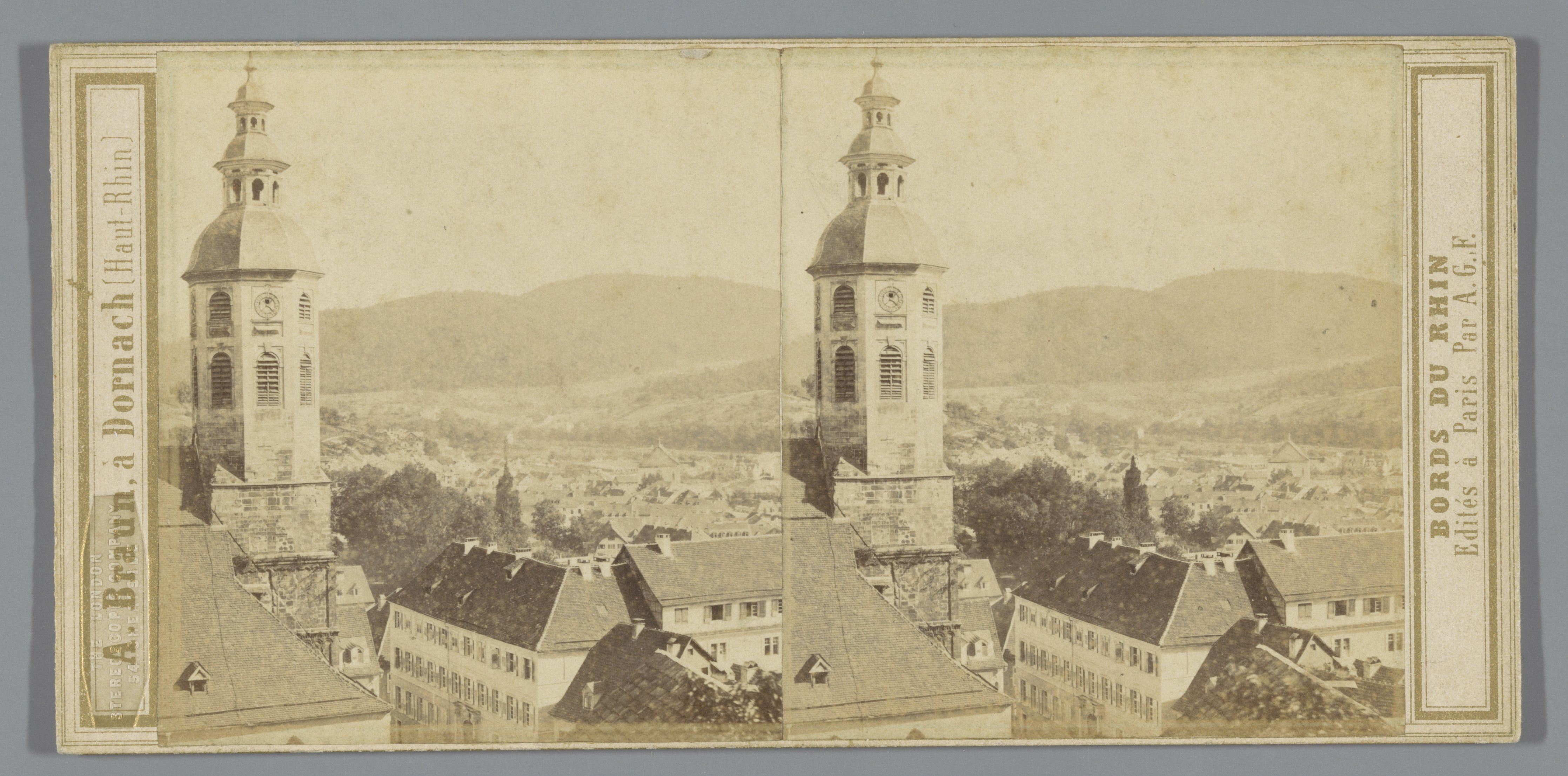
Veduta di Baden-Baden, Germania, 1859-60
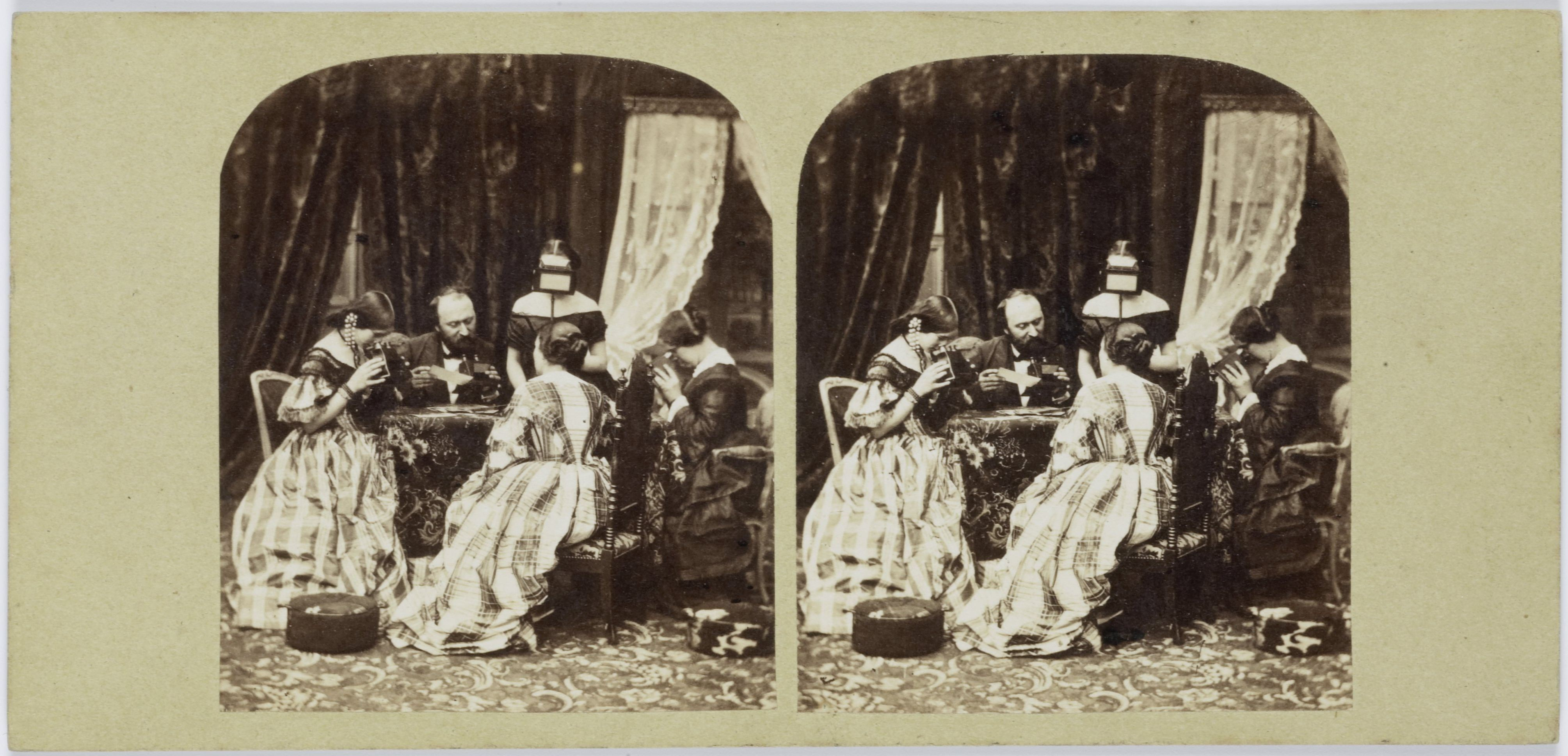
Alexis Goudin nella foto originale stereoscopica, 1860